# Branko Ćopić
Branko Ćopić, cyr. Бранко Ћопић (ur. 1 stycznia 1915 we wsi Hašani w zachodniej Bośni, zm. 26 marca 1984 w Belgradzie) – serbski poeta i prozaik, autor opowiadań o tematyce wojennej (głównie partyzanckiej), wierszy i opowiadań dla dzieci i młodzieży, w twórczości również wątki autobiograficzne.
Urodził się w rodzinie chłopskiej. Na Uniwersytecie w Belgradzie ukończył studia filozoficzne. Od 1941 r. walczył w oddziałach partyzanckich i był wtedy korespondentem wojennym pisma "Borba". Po wojnie zamieszkał w Belgradzie i poświęcił się wyłącznie twórczości pisarskiej.
Jego debiutem był zbiór opowiadań o rodzinnej Bośni: U stóp góry Grmeč (Pod Grmečom, 1938).

## Wybrana twórczość
- 1952 - Пролом (wyd. pol. pt. Płomienne lato, tłum. Maria Krukowska, Warszawa 1958)
- 1957 - Глуви барут
- 1958 - Не тугуј бронзана стражо
- 1964 - Осма офанзива (wyd. pol. pt. Ósma ofensywa, tłum. Maria Krukowska, Warszawa 1967)
- 1970 - Башта сљезове боје (wyd. pol. pt. Ikona z koniem, tłum. Magdalena Petryńska, Warszawa 1974)
- 1975 - Делије на Бихаћу